# 울지 마, 아이야
《울지 마, 아이야》(영어: Weep Not, Child)는 응구기 와 티옹오의 1964년 장편소설이다. 작가의 첫 장편으로, '제임스 응구기'라는 이름으로 발표되었다. 1950년대 영국 지배기의 케냐를 배경으로, 키쿠유족 중심으로 전개된 독립투쟁 마우마우 운동이 주 소재이다. 대한민국에는 은행나무에서 황가한 번역으로 출간되었다.